# 高文薦
高文薦（1527年—？年），字伯簡，號鳳渚，四川成都右衛軍籍，陝西鳳翔府鳳翔縣人。明朝政治人物。

## 生平
治《書經》，由成都府學增廣生中式四川鄉試第五十七名舉人，嘉靖三十八年己未科會試第八十九名，第三甲第九十一名進士。授直隶清苑县知县，历官大理寺署左寺正事左評事，四十四年十一月奉命往南直隶恤刑，隆慶時出为长沙府知府，五年（1571年）正月以卓異入觐，賜宴礼部，升山东按察司副使，六年六月调任易州兵备副使，駐紫荊關，萬曆元年（1573年）九月加山東右參政職銜，二年閏十二月升山東按察使，照舊管事，五年正月升山西右布政使，二月接替孫丕揚巡撫山西，八年十二月召回院管事，九年二月升工部右侍郎，四月改兵部左侍郎、兼右僉都御史、總督陕西三邊軍務，十一年正月刑科給事中馮露、御史韓國楨各疏劾總督三邊兵部左侍郎高文薦，言文薦附逆保饋遺無算，娶王篆侍妾之妹，交通納賄，妾傳靖虜衛產金，索取未遂，輒行加糧，致回酋聚眾據黃河，貪鄙若此，豈堪重鎮之任。遂令文薦革任閒住。

## 家族
曾祖高政；祖高仕魁；父高鵬（1502年-1556年），號沧溟；母周氏。慈侍下，妻何氏，行二，兄文佐（監生），弟文佑；文舉；文進；文選。